# アップルタウン物語
『アップルタウン物語』（アップルタウンストーリー）は、1987年4月3日にスクウェア・DOGブランドから発売された、ファミリーコンピュータ ディスクシステム用シミュレーションゲーム。
アクティビジョンのゲーム『リトル・コンピュータ・ピープル』をベースとしており、そちらの名称が副題として併記されている。商品タイトルの漢字部分『物語』の読み方は、「ものがたり」ではなく「ストーリー」。

## 概要
一人の女の子の生活を観察するゲーム。
お家の中で様々な行動をとる女の子。ただ見ているだけではなく、アイコンのコマンドを使い、 いろいろな物を届けたり、ピアノを弾いてもらったり、占いをしてもらうこともできる。なお、エンディングは存在しない。

## 評価
- ゲーム誌『ファミコン通信』のクロスレビューでは、4・6・8・6の合計24点（満40点）となっている[5][2]。
- ゲーム誌『ファミリーコンピュータMagazine』の読者投票による「ゲーム通信簿」での評価は以下の通りとなっており、12.64点（満25点）となっている[3]。

| 項目 | キャラクタ | 音楽 | 操作性 | 熱中度 | お買得度 | オリジナリティ | 総合  |
| 得点 | 2.89       | 2.41 | 2.25   | 1.98   | -        | 3.11           | 12.64 |
- ゲーム誌『ユーゲー』では、「『コンピュータの中の人と共存する』という、ゲームと呼べる範囲の限界に近い実験的な作品だった」、「（原作に対し）キャラクターが『女の子と猫』に変更され、『動くリカちゃんハウス』的な印象に大きく変化した。これによりプレゼントや手紙を届け、機嫌を損ねないようにする『抽象的ギャルゲー』とも言える、不思議な作品になってしまった」と評している[4]。